# Temple of the Red Lotus

Temple of the Red Lotus (江湖奇俠) est un film hongkongais réalisé par Sui Jang Hung et sorti en 1965. 
Le film est le premier volet d'une adaptation du roman Jianghu qixia zhuan, déjà adapté à la fin des années 1920 (L'Incendie du monastère du Lotus rouge) et au cours des années 1960.
Il s'agit d'un des premiers films de wuxia modernes, un style lancé par le studio Shaw Brothers en 1965 mettant l'accent sur la violence et le réalisme ; paradoxalement le studio choisit de réaliser une nouvelle adaptation d'un roman des années 1920 et non d'un roman de « néo-wuxia » (de Liang Yusheng (en) ou Jin Yong) qui se développe à partir de la fin des années 1950.
La suite baptisée The Twin Swords sort la même année.

## Synopsis
Gui Xiao-wu, un jeune orphelin dont la famille a été massacrée quelques années plus tôt, se rend au manoir de la famille Gan afin d'y rencontrer sa fiancée Lian-zhu, une amie d'enfance qu'il n'a pas vue depuis de nombreuses années. Alors qu'il tente de venir en aide à un convoi attaqué par des bandits, il est blessé, mais recueilli et soigné par une mystérieuse dame habillé en rouge, baptisée la Dame-en-Rouge.
Une fois rendu au manoir Gan, il ne tarde pas à se rendre compte que sa future belle-famille, qui compte bon nombre de femmes, cache de sombres secrets.

## Fiche technique
- Titre original : 江湖奇俠 - Temple of the Red Lotus
- Réalisation : Sui Jang Hung
- Scénario : Shen Chiang
- Photographie : Wang Yung-loong
- Musique : Wang Foo-ling ; paroles des chansons : Chang Chieh
- Société de production : Shaw Brothers
- Pays de production : Hong Kong
- Langue originale : mandarin
- Format : couleurs - 2,35:1 - mono - 35 mm
- Genre : wuxiapian
- Durée : 89 min
- Date de sortie : 1965

## Distribution
- Ching Ping : Gan Lian-zhu
- Wang Yu : Gui Wu surnommé Xiao-Wu (Petit-Wu)
- Ivy Ling Po : la Dame-en-Rouge
- Fung Bo-bo : Gan Xiao-ling, nièce de Lian-zhu
- Lo Lieh  : Du Zhuang, beau-frère par alliance de Lian-zhu (frère de l'épouse du frère de la première)
- Tien Feng : Gan Long (Dragon), père de Lian-zhu
- Li Ming : madame Gan, mère du précédent
- Kao Pao-shu : Gan Su-mei, tante de Lian-zhu, une experte en arts martiaux créatrice du style d'épée propre à la famille Gan
- Lin Jing : madame Gan, épouse de Gan Long et mère de Lian-zhu
- Wu Wei : la matriarche, mère de Su-mei, Long et Hu
- Chiu Ming : Gan Jia-qi, fils de Gan Long et frère de Lian-zhu, père de Xiao-ling
- Liu Liang-hua : épouse de Gan Jia-qi et sœur de Du Zhuang, mère de Xiao-ling
- Feng Yi : un des chefs du clan du Lotus rouge, un Don Juan épicurien
- Wang Ching-ho : un des chefs du clan du Lotus rouge, un homme préoccupé
- Chen Hung-lieh : le moine Zhi Yuan
- Wu Ma : le moine Zhi Lai
- Helen Ma : la compagne de Fa Fu
- Ku Feng : Gan Hu (Tigre), frère de Gan Long et de Su-mei
- Liu Chia-liang : un membre du clan du Lotus rouge
- Yuen Woo-ping : un membre du clan du Lotus rouge
- Tang Chia : un membre du clan du Lotus rouge